# Élections législatives de 1877 en Charente-Inférieure
Les élections législatives de 1877 ont eu lieu les 14 octobre et 28 octobre 1877.

## Députés élus
|   | Circonscription     | Député sortant            |  | Groupe parlementaire | Député élu                |  | Groupe parlementaire |
| - | ------------------- | ------------------------- |  | -------------------- | ------------------------- |  | -------------------- |
| 1 | Jonzac              | René-Pierre Eschassériaux |  | Appel au peuple      | René-Pierre Eschassériaux |  | Appel au peuple      |
| 2 | Marennes            | Jules Dufaure             |  | Centre gauche        | Frédéric Mestreau         |  | Gauche républicaine  |
| 3 | Rochefort           | Paul Bethmont             |  | Centre gauche        | Paul Bethmont             |  | Centre gauche        |
| 4 | La Rochelle         | Charles Fournier          |  | Appel au peuple      | Charles Fournier          |  | Appel au peuple      |
| 5 | 1re de Saintes      | Eugène Eschassériaux      |  | Appel au peuple      | Eugène Eschassériaux      |  | Appel au peuple      |
| 6 | 2e de Saintes       | Eugène Jolibois           |  | Appel au peuple      | Eugène Jolibois           |  | Appel au peuple      |
| 7 | Saint-Jean d'Angély | Louis Roy de Loulay       |  | Appel au peuple      | Louis Roy de Loulay       |  | Appel au peuple      |

## Résultats à l'échelle du département
| Partis         | Partis                             | Premier tour | Premier tour | Sièges |
| Partis         | Partis                             | Voix         | %            | Sièges |
| -------------- | ---------------------------------- | ------------ | ------------ | ------ |
|                | Bonapartistes                      | 60 038       | 51,10        | 5      |
|                | Républicains, Républicains modérés | 38 279       | 32,58        | 1      |
|                | Républicains conservateurs         | 13 484       | 11,48        | 1      |
|                | Légitimistes                       | 5 682        | 4,84         | 0      |
|                |                                    |              |              |        |
| Inscrits       | Inscrits                           | 142 191      | 100,00       | 7      |
| Votants        | Votants                            | 118 121      | 83,07        |        |
| Abstentions    | Abstentions                        | 24 070       | 16,93        |        |
| Blancs et nuls | Blancs et nuls                     | 638          | 0,53         |        |
| Exprimés       | Exprimés                           | 117 483      | 99,46        |        |

## Résultats par arrondissement

### Arrondissement de Jonzac
| Candidat       | Candidat                  | Parti              | Premier tour | Premier tour |
| Candidat       | Candidat                  | Parti              | Voix         | %            |
| -------------- | ------------------------- | ------------------ | ------------ | ------------ |
|                | René-Pierre Eschassériaux | Bonapartiste       | 13 490       | 69,59        |
|                | Octave Pineau             | Républicain modéré | 5 895        | 30,41        |
|                |                           |                    |              |              |
| Inscrits       | Inscrits                  | Inscrits           | 24 974       | 100,00       |
| Votants        | Votants                   | Votants            | 19 562       | 78,33        |
| Abstention     | Abstention                | Abstention         | 5 412        | 21,67        |
| Blancs et nuls | Blancs et nuls            | Blancs et nuls     | 177          | 0,90         |
| Exprimés       | Exprimés                  | Exprimés           | 19 385       | 99,10        |

### Arrondissement de Marennes
| Candidat       | Candidat                  | Étiquette,         | Premier tour | Premier tour |
| Candidat       | Candidat                  | Étiquette,         | Voix         | %            |
| -------------- | ------------------------- | ------------------ | ------------ | ------------ |
|                | Frédéric Mestreau         | Républicain modéré | 7 175        | 55,81        |
|                | Albert d'Aviau de Piolant | Légitimiste        | 5 682        | 44,19        |
|                |                           |                    |              |              |
| Inscrits       | Inscrits                  | Inscrits           | 15 596       | 100,00       |
| Votants        | Votants                   | Votants            | 12 913       | 82,80        |
| Abstention     | Abstention                | Abstention         | 2 683        | 17,20        |
| Blancs et nuls | Blancs et nuls            | Blancs et nuls     | 56           | 0,43         |
| Exprimés       | Exprimés                  | Exprimés           | 12 857       | 99,57        |

### Arrondissement de Rochefort
| Candidat       | Candidat       | Parti,                                   | Premier tour | Premier tour |
| Candidat       | Candidat       | Parti,                                   | Voix         | %            |
| -------------- | -------------- | ---------------------------------------- | ------------ | ------------ |
|                | Paul Bethmont  | Républicain conservateur (Centre gauche) | 7 726        | 52,46        |
|                | Georges Roche  | Bonapartiste                             | 7 001        | 47,54        |
|                |                |                                          |              |              |
| Inscrits       | Inscrits       | Inscrits                                 | 17 901       | 100,00       |
| Votants        | Votants        | Votants                                  | 14 843       | 82,92        |
| Abstention     | Abstention     | Abstention                               | 3 058        | 17,08        |
| Blancs et nuls | Blancs et nuls | Blancs et nuls                           | 116          | 0,78         |
| Exprimés       | Exprimés       | Exprimés                                 | 14 727       | 99,22        |

### Arrondissement de La Rochelle
| Candidat       | Candidat          | Parti,             | Premier tour | Premier tour |
| Candidat       | Candidat          | Parti,             | Voix         | %            |
| -------------- | ----------------- | ------------------ | ------------ | ------------ |
|                | Charles Fournier  | Bonapartiste       | 9 957        | 51,36        |
|                | Pierre Barbedette | Républicain modéré | 9 431        | 48,64        |
|                |                   |                    |              |              |
| Inscrits       | Inscrits          | Inscrits           | 23 115       | 100,00       |
| Votants        | Votants           | Votants            | 19 475       | 84,25        |
| Abstention     | Abstention        | Abstention         | 3 640        | 15,75        |
| Blancs et nuls | Blancs et nuls    | Blancs et nuls     | 87           | 0,45         |
| Exprimés       | Exprimés          | Exprimés           | 19 388       | 99,55        |

### Arrondissement de Saintes

#### 1recirconscription
| Candidat       | Candidat             | Parti,             | Premier tour | Premier tour |
| Candidat       | Candidat             | Parti,             | Voix         | %            |
| -------------- | -------------------- | ------------------ | ------------ | ------------ |
|                | Eugène Eschassériaux | Bonapartiste       | 7 254        | 55,37        |
|                | Eugène Bisseuil      | Républicain modéré | 5 847        | 44,63        |
|                |                      |                    |              |              |
| Inscrits       | Inscrits             | Inscrits           | 16 163       | 100,00       |
| Votants        | Votants              | Votants            | 13 154       | 81,38        |
| Abstention     | Abstention           | Abstention         | 3 009        | 18,62        |
| Blancs et nuls | Blancs et nuls       | Blancs et nuls     | 53           | 0,40         |
| Exprimés       | Exprimés             | Exprimés           | 13 101       | 99,60        |

#### 2ecirconscription
| Candidat       | Candidat          | Parti,                   | Premier tour | Premier tour |
| Candidat       | Candidat          | Parti,                   | Voix         | %            |
| -------------- | ----------------- | ------------------------ | ------------ | ------------ |
|                | Eugène Jolibois   | Bonapartiste             | 8 994        | 60,97        |
|                | Anatole Lemercier | Républicain conservateur | 5 758        | 30,03        |
|                |                   |                          |              |              |
| Inscrits       | Inscrits          | Inscrits                 | 17 379       | 100,00       |
| Votants        | Votants           | Votants                  | 14 832       | 85,34        |
| Abstention     | Abstention        | Abstention               | 2 547        | 16,66        |
| Blancs et nuls | Blancs et nuls    | Blancs et nuls           | 80           | 0,53         |
| Exprimés       | Exprimés          | Exprimés                 | 14 752       | 99,46        |

### Arrondissement de Saint-Jean d'Angély
| Candidat       | Candidat                      | Parti,             | Premier tour | Premier tour |
| Candidat       | Candidat                      | Parti,             | Voix         | %            |
| -------------- | ----------------------------- | ------------------ | ------------ | ------------ |
|                | Louis Roy de Loulay           | Bonapartiste       | 13 342       | 57,33        |
|                | Sixte Guillaume Normand-Dufié | Républicain modéré | 9 931        | 42,67        |
|                |                               |                    |              |              |
| Inscrits       | Inscrits                      | Inscrits           | 27 063       | 100,00       |
| Votants        | Votants                       | Votants            | 23 342       | 86,25        |
| Abstention     | Abstention                    | Abstention         | 3 721        | 13,75        |
| Blancs et nuls | Blancs et nuls                | Blancs et nuls     | 69           | 0,30         |
| Exprimés       | Exprimés                      | Exprimés           | 23 273       | 99,70        |